# Bruno Méndez
Bruno Méndez Cittadini, mais conhecido como Bruno Méndez (Montevidéu, 10 de setembro de 1999), é um futebolista uruguaio que joga como zagueiro. Atualmente joga pelo Toluca.

## Carreira

### Danúbio
Natural de Montevidéu, Uruguai, começou a carreira em 2009, nas categorias de base do Danubio, porém foi dispensado em 2011, aos 12 anos, por não ter altura suficiente.

### Montevideo Wanderers
Ainda em 2011, fez testes para entrar nas categorias de base do Montevideo Wanderers e conseguiu. Chegou como zagueiro, mas logo virou lateral-direito, posição em que atuou por três anos.
Ao ser promovido para o elenco profissional em 2017, voltou a zaga, posição que prefere jogar. Mendéz fez sua estreia no dia 19 de novembro, contra o Rampla Juniors, na vitória por 1 a 0, em casa. Marcou seu primeiro gol profissional no dia 21 de outubro de 2018, contra o River Plate Montevideo, em uma goleada por 5 a 0.

### Corinthians
Em fevereiro de 2019, assinou um contrato de quatro anos com o Corinthians. Negociado por cerca de 3,5 milhões de dólares (13,4 milhões de reais), tornou-se a transação mais cara da história do Wanderers. Realizou sua estreia no dia 8 de junho, num empate por 0 a 0 contra o Cruzeiro, válido pelo Campeonato Brasileiro. Na ocasião, o jogador atuou improvisado como lateral-direito pelo técnico Fábio Carille. Estreou como zagueiro no dia 15 de setembro, em uma derrota por 1 a 0 contra o Fluminense, também pelo Brasileirão.
Marcou seu primeiro gol com a camisa do Corinthians no dia 14 de março de 2021, em uma vitória por 1 a 0 contra o São Caetano, no Anacleto Campanella, válida pelo Campeonato Paulista.
Depois de voltar do empréstimo ao Internacional, o zagueiro voltou a atuar pelo Corinthians no dia 28 de junho de 2022, no empate por 0-0 contra o Boca Juniors, na Neo Química Arena, pela Copa Libertadores da América.
Em 9 de agosto de 2023, chegou a marca de 100 jogos com a camisa do Corinthians. Em 15 de dezembro, o jogador decidiu que não renovaria seu contrato com o Corinthians e deixou o clube.

### Internacional
No dia 21 de junho de 2021, foi emprestado ao Internacional por um ano, com opção de compra no final do empréstimo. Apresentado oficialmente no dia 1 de julho, o zagueiro fez a sua estreia pelo Colorado no dia 7 de julho, em uma derrota por 2 a 0 para o São Paulo, no Beira-Rio, válida pelo Campeonato Brasileiro. Inicialmente foi escalado como lateral-direito pelo técnico Diego Aguirre, mas passou a atuar como zagueiro no decorrer da partida.
Marcou seu primeiro gol com a camisa do Inter no dia 5 de fevereiro de 2022, em uma derrota por 3 a 1 para o Ypiranga, no Estádio Colosso da Lagoa, válida pelo Campeonato Gaúcho. Desejando adquirir o zagueiro em definitivo, o Internacional fez uma proposta ao Corinthians no dia 1 de junho, chegou a estipular um prazo para definir a compra, mas encerrou as negociações no dia 17 de junho. Três dias depois, o presidente do Internacional, Alessandro Barcellos, confirmou que Bruno Méndez retornaria ao clube paulista. Em 21 de junho, sua rescisão de contrato com o clube gaúcho foi oficializada no Boletim Informativo Diário (BID) da CBF e o jogador retornou para São Paulo. Assim, despediu-se do Inter no dia 22 de junho.

### Granada
Em 26 de dezembro de 2023, foi anunciado pelo Granada.

### Toluca
Em 9 de julho de 2024, foi anunciado pelo Toluca, do México.

## Seleção Uruguaia

### Base
Com passagens pelas Seleções de base do Uruguai, Bruno Méndez representou seu país em diferentes idades. Pela Seleção Uruguaia Sub-20, disputou os Jogos Sul-Americanos de 2018, ganhando medalha de prata, além de ter participado também como capitão da Celeste no Campeonato Sul-Americano Sub-20 de 2019, na Copa do Mundo FIFA Sub-20 2019, e nos Jogos Pan-Americanos 2019.

### Principal
Após as lesões de Diego Godín e Marcelo Saracchi, Bruno Méndez foi convocado pela primeira vez para a Seleção Uruguaia principal em novembro de 2018, sendo chamado por Óscar Tabárez para dois amistosos, contra Brasil e França, respectivamente. O zagueiro fez sua estreia no dia 16 de novembro, em um amistoso contra o Brasil disputado em Londres, e atuou os 90 minutos na derrota por 1 a 0.

## Títulos
Toluca
- Campeonato Mexicano: Clausura 2025

## Estatísticas

### Clubes
Abaixo estão listados todos os jogos, gols e assistências do futebolista por clubes.
| Clube                | Temporada         | Campeonato nacional | Campeonato nacional | Campeonato nacional | Copa nacional | Copa nacional | Copa nacional | Competições continentais | Competições continentais | Competições continentais | Outros torneios | Outros torneios | Outros torneios | Total | Total | Total   |
| Clube                | Temporada         | Jogos               | Gols                | Assist.             | Jogos         | Gols          | Assist.       | Jogos                    | Gols                     | Assist.                  | Jogos           | Gols            | Assist.         | Jogos | Gols  | Assist. |
| -------------------- | ----------------- | ------------------- | ------------------- | ------------------- | ------------- | ------------- | ------------- | ------------------------ | ------------------------ | ------------------------ | --------------- | --------------- | --------------- | ----- | ----- | ------- |
| Montevideo Wanderers | 2017              | 4                   | 0                   | 0                   | —             | —             | —             | —                        | —                        | —                        | —               | —               | —               | 4     | 0     | 0       |
| Montevideo Wanderers | 2018              | 23                  | 1                   | 0                   | —             | —             | —             | —                        | —                        | —                        | —               | —               | —               | 23    | 1     | 0       |
| Montevideo Wanderers | Total             | 27                  | 1                   | 0                   | —             | —             | —             | —                        | —                        | —                        | —               | —               | —               | 27    | 1     | 0       |
| Corinthians          | 2019              | 9                   | 0                   | 0                   | —             | —             | —             | —                        | —                        | —                        | —               | —               | —               | 9     | 0     | 0       |
| Corinthians          | 2020              | 16                  | 0                   | 0                   | —             | —             | —             | —                        | —                        | —                        | 2               | 0               | 0               | 13    | 0     | 0       |
| Corinthians          | 2021              | —                   | —                   | —                   | 3             | 0             | 0             | 4                        | 0                        | 1                        | 8               | 1               | 0               | 22    | 1     | 1       |
| Corinthians          | 2022              | 18                  | 0                   | 1                   | —             | —             | —             | 4                        | 0                        | 0                        | —               | —               | —               | 22    | 0     | 1       |
| Corinthians          | 2023              | 27                  | 0                   | 0                   | 6             | 0             | 0             | 9                        | 0                        | 0                        | 11              | 0               | 0               | 53    | 0     | 0       |
| Corinthians          | Total             | 70                  | 0                   | 1                   | 9             | 0             | 0             | 17                       | 0                        | 1                        | 21              | 1               | 0               | 119   | 1     | 2       |
| Internacional        | 2021              | 25                  | 0                   | 0                   | —             | —             | —             | 2                        | 0                        | 0                        | —               | —               | —               | 27    | 0     | 0       |
| Internacional        | 2022              | 6                   | 1                   | 0                   | 1             | 0             | 0             | 6                        | 0                        | 0                        | 8               | 1               | 0               | 21    | 2     | 0       |
| Internacional        | Total             | 31                  | 1                   | 0                   | 1             | 0             | 0             | 8                        | 0                        | 0                        | 8               | 1               | 0               | 48    | 2     | 0       |
| Total na carreira    | Total na carreira | 125                 | 2                   | 1                   | 10            | 0             | 0             | 25                       | 0                        | 1                        | 29              | 2               | 0               | 189   | 4     | 2       |

- a. ^ Jogos da Copa do Brasil
- b. ^ Jogos da Copa Libertadores e Copa Sul-Americana
- c. ^ Jogos do Campeonato Paulista e Campeonato Gaúcho

### Seleção Uruguaia
Abaixo estão listados todos os jogos, gols e assistências do futebolista pela Seleção Uruguaia, desde as categorias de base

### Seleção Principal
| Ano               | Amistosos | Amistosos | Amistosos |
| Ano               | Jogos     | Gols      | Assist.   |
| ----------------- | --------- | --------- | --------- |
| 2018              | 2         | 0         | 0         |
| Total na carreira | 2         | 0         | 0         |

### Seleção Sub–20
| Ano               | Mundial | Mundial | Mundial | Campeonato Sul–Americano | Campeonato Sul–Americano | Campeonato Sul–Americano | Amistosos | Amistosos | Amistosos | Total | Total | Total   |
| Ano               | Jogos   | Gols    | Assist. | Jogos                    | Gols                     | Assist.                  | Jogos     | Gols      | Assist.   | Jogos | Gols  | Assist. |
| ----------------- | ------- | ------- | ------- | ------------------------ | ------------------------ | ------------------------ | --------- | --------- | --------- | ----- | ----- | ------- |
| 2018              | —       | —       | —       | —                        | —                        | —                        | 3         | 0         | 0         | 3     | 0     | 0       |
| 2019              | 4       | 0       | 0       | 8                        | 0                        | 0                        | 4         | 0         | 1         | 16    | 0     | 1       |
| Total na carreira | 4       | 0       | 0       | 8                        | 8                        | 8                        | 10        | 0         | 1         | 19    | 0     | 1       |

## Títulos

### Campanha de destaque

#### Seleção Uruguaia Sub-20
- Jogos Sul-Americanos 2018: medalha de prata